# Pălatca
Pălatca (in ungherese Magyarpalatka, in tedesco Pallotken) è un comune della Romania di 1 265 abitanti, ubicato nel distretto di Cluj, nella regione storica della Transilvania.
Il comune è formato dall'unione di 5 villaggi: Băgaciu, Mureșenii de Câmpie, Pălatca, Petea, Sava.